# Quercitello
Quercitello est une commune française située dans la circonscription départementale de la Haute-Corse et le territoire de la collectivité de Corse. Le village appartient à la piève d'Ampugnani, en Castagniccia.

## Urbanisme

### Typologie
Au 1er janvier 2024, Quercitello est catégorisée commune rurale à habitat très dispersé, selon la nouvelle grille communale de densité à sept niveaux définie par l'Insee en 2022.
Elle est située hors unité urbaine et hors attraction des villes,.

### Occupation des sols
L'occupation des sols de la commune, telle qu'elle ressort de la base de données européenne d’occupation biophysique des sols Corine Land Cover (CLC), est marquée par l'importance des forêts et milieux semi-naturels (95,8 % en 2018), une proportion identique à celle de 1990 (95,8 %). La répartition détaillée en 2018 est la suivante : 
forêts (86,7 %), milieux à végétation arbustive et/ou herbacée (9,1 %), zones agricoles hétérogènes (4,2 %). L'évolution de l’occupation des sols de la commune et de ses infrastructures peut être observée sur les différentes représentations cartographiques du territoire : la carte de Cassini (XVIIIe siècle), la carte d'état-major (1820-1866) et les cartes ou photos aériennes de l'IGN pour la période actuelle (1950 à aujourd'hui).

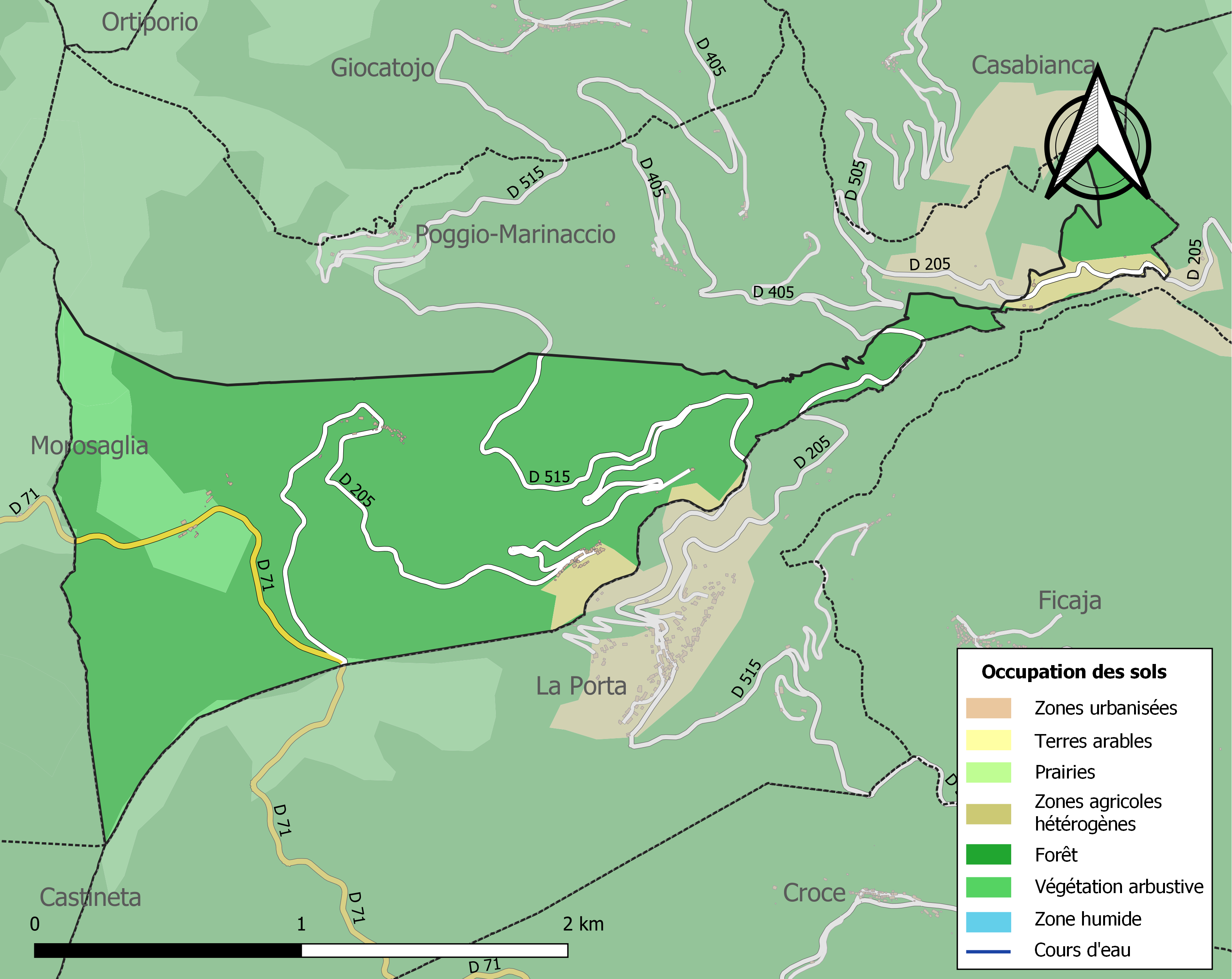
Carte des infrastructures et de l'occupation des sols de la commune en 2018 (CLC).

## Toponymie
Du latin quercus signifiant « chêne ».

## Politique et administration

### Liste des maires
| Période                                  | Période  | Identité          | Étiquette | Qualité  |
| ---------------------------------------- | -------- | ----------------- | --------- | -------- |
| Les données manquantes sont à compléter. |          |                   |           |          |
| mars 2001                                | En cours | Jules Marc Mattei | PRG       | Retraité |

## Démographie
L'évolution du nombre d'habitants est connue à travers les recensements de la population effectués dans la commune depuis 1800. Pour les communes de moins de 10 000 habitants, une enquête de recensement portant sur toute la population est réalisée tous les cinq ans, les populations de référence des années intermédiaires étant quant à elles estimées par interpolation ou extrapolation. Pour la commune, le premier recensement exhaustif entrant dans le cadre du nouveau dispositif a été réalisé en 2008.

En 2022, la commune comptait 46 habitants, en évolution de +2,22 % par rapport à 2016 (Haute-Corse : +5,15 %, France hors Mayotte : +2,11 %).
| 1800 | 1806 | 1821 | 1831 | 1836 | 1841 | 1846 | 1851 | 1856 |
| ---- | ---- | ---- | ---- | ---- | ---- | ---- | ---- | ---- |
| 289  | 298  | 288  | 304  | 319  | 309  | 358  | 339  | 355  |

| 1861 | 1866 | 1872 | 1876 | 1881 | 1886 | 1891 | 1896 | 1901 |
| ---- | ---- | ---- | ---- | ---- | ---- | ---- | ---- | ---- |
| 322  | 274  | 295  | 304  | 302  | 301  | 277  | 266  | 226  |

| 1906 | 1911 | 1921 | 1926 | 1931 | 1936 | 1946 | 1954 | 1962 |
| ---- | ---- | ---- | ---- | ---- | ---- | ---- | ---- | ---- |
| 193  | 169  | 143  | 204  | 253  | 279  | 135  | 126  | 126  |

| 1968 | 1975 | 1982 | 1990 | 1999 | 2006 | 2008 | 2013 | 2018 |
| ---- | ---- | ---- | ---- | ---- | ---- | ---- | ---- | ---- |
| 126  | 87   | 53   | 37   | 40   | 52   | 56   | 47   | 43   |

| 2022 | - | - | - | - | - | - | - | - |
| ---- | - | - | - | - | - | - | - | - |
| 46   | - | - | - | - | - | - | - | - |

## Lieux et monuments
- Église Notre-Dame-du-Mont-Carmel de Stoppia Nova. L'édifice a été classé au titre des monuments historiques en 1976[10].
- Église San Cipriano de Quercitello. L'édifice a été inscrit au titre des monuments historiques en 1976[11].
- Église Saint-Charles de Quercitello.

### San Petru d'Accia
Le site du San Petrone autrefois appelé dans l'Antiquité Mons Nigeunus est un haut lieu du christianisme en Corse, siège du diocèse d'Accia. S'y trouvent encore aujourd'hui les ruines de la première basilique de Corse avoisinant une chapelle.
La chapelle Saint-Pierre d'Accia (San Petru) du XVIIe siècle se situe à flanc du Monte San Petrone , au nord du sommet du Monte San Petrone, à 1 070 m d'altitude sur l'arête principale de la dorsale schisteuse Cap Corse / Castagniccia, « à cheval » sur les communes de Quercitello et de La Porta. À côté sont les ruines de l'église d'Accia.
En fin du VIe siècle, Pierre, évêque d'Aléria, recevait du pape Grégoire Ier la mission de construire une basilique et un baptistère sur les flancs du mont Nigheuno, au centre des domaines pontificaux de Cellae Cupiae. Cette basilique était un simple bâtiment rectangulaire plus long que large, à l'extrémité duquel se trouve une niche ou abside. En 598, la basilique était ouverte au culte, sous le vocable de saint Pierre, et pourvue d'un desservant ; trois ans après un presbytère était annexé au bâtiment principal.
Les ruines comprennent deux corps de bâtiment : l'église proprement dite et le presbytère. « Les murs de l'église et ceux de la maison semblent avoir été bâtis tout d'un trait et à la même époque : attendu que, construits avec mêmes matériaux et même mortier de chaux et terre mêlée, ils sont liés ensemble et non juxtaposés. » dit Mgr Foata.
Le presbytère bâti à côté de l'église, a probablement servi de base à la chapelle San Petru. 
On y accède aisément par un sentier partant du col de Prato (985 m) par où passe la route D 71.
Quant au baptistère, sous la protection de saint Laurent, il doit marquer l'emplacement de l'actuel village de SanLorenzo, situé à environ huit kilomètres de San Petru d'Accia.